# Palácio de Verão de Bucara
O Palácio de Verão ou Palácio Sitorai Mokhi Khossa, Sitori-i-Mokhi Khosa ou Sitora-I-Mohi-Hosa (em usbeque: Sitorai Mohi Xossa Saroyi; em tajique: ‍Ситора‍и Мохи Хосса Сарой; tradução: "comparável às estrelas e à lua") é a antiga residência de verão do último emir de Bucara, situado na parte norte de Bucara, atualmente no Usbequistão. Foi construído entre 1912 e 1918, quando o emirado era um protetorado do Império Russo, no que então era um arrabalde, 6 km a norte do centro da cidade. O emir fugiu em 1920, quando os bolcheviques tomaram Bucara. Atualmente é o Museu das Artes Decorativas e Aplicadas de Bucara.

## História e descrição
O palácio foi construído no local onde existia uma residência anterior dos emires, construída em meados do século XIX, para Abedal Acade Cã (r. 1885–1911), do qual nada resta. O palácio atual foi construído em estilo europeu com reminiscências de arquitetura persa pelo filho e sucessor de Abedal Acade, Maomé Alim Cã. Na construção estiveram envolvidos vários mestres de obras locais, como Hassanjon Oumarov, Abdoullo Gafourov, Rakhim Khaïetov, Ibrahim Hafizov, Chirine Mouradov, entre outros, e dois engenheiros russos, Margoulis e Sakovitch, que estavam ao serviço da corte do emir.
Uma parte do palácio estava reservado ao harém do emir. As outras partes incluíam salões de receção, os aposentos residenciais do monarca e um pavilhão octogonal para convidados. Os salões de receção são de estilo ocidental, pois o modo de vida ocidental agradava ao emir, que na sua juventude estudou em São Petersburgo. As paredes do salão branco, uma obra de Chirine Mouradov, estão completamente cobertas de ganch (uma espécie de estuque feito de tijolo cozido misturado com argamassa e argila) branco finamente esculpido sobre um fundo de espelhos. Diz-se que o emir quis matar o artista depois dele terminar a obra, para que o salão não pudesse ser copiado, mas Mouradov conseguiu fugir. A antecâmara da entrada tem pinturas com motivos florais de estilo persa, a sala de jogos é decorada com painéis dourados e mosaicos de espelhos. Nessas salas estão expostos diversos presentes oferecidos ao emir.

## Museu
O museu abriu em 1927 e está dividido em três partes: "vida dos antigos emires", "artesanato de Bucara" e "história da Revolução em Bucara". O primeiro diretor, Moussadjan Saidjanov, teve um papel fundamental na organização do museu; foi fuzilado em 1937, durante as purgas estalinistas.
Em 1933 o palácio passou a ser um anexo do Museu de Bucara, com o estatuto de museu regional. Nessa altura, foram abertas ao público mais salas de exposição e a coleção foi aumentada. Em 1948 o museu foi reestruturado e a coleção passou a chamar-se "arte e artesanato popular de Bucara". Foram então criados novos departamentos: "arte monumental de Bucara", "arte aplicada", "arte da caligrafia e da miniatura persa", "arte musical popular" e "ligações culturais de Bucara com os estados irmãos vizinhos". Em 1954 uma grande parte do palácio foi reservado para férias dos trabalhadores da União dos Sindicatos da URSS e o museu ficou reduzido a nove salas, passando a chamar-se "Museu do Artesanato Popular".
Atualmente o museu chama-se "Museu das Artes Decorativas e Aplicadas de Bucara" e tem as seguintes exposições permanentes:
- Interior da residência de verão — alojada no edifício principal, tem exposto mobiliário da viragem do século XIX para o século XX, porcelana chinesa e japonesa, joias produzidas nas joalharias de Bucara e peças de ourivesaria local.
- Vestuário de Bucara desde meados do século XIX até ao início do século XX — alojada no pavilhão octogonal, tem várias peças de vestuário bordadas a ouro (os bordados de ouro eram feitos por mulheres mas o seu uso estava reservado para os homens) e acessórios de grandes personagens da época.
- Bordados da região de Bucara e loiça de finais do século XIX e início do século XX — alojada no antigo hárem, a coleção inclui tapetes de linho, cerâmicas, etc., de vários estilos regionais; destacam-se conjuntos excecionais de suzanis.
- Exposição etnográfica do interior duma casa de Bucara.

Outra das atrações do palácio é o jardim, que foi esmeradamente restaurado com o objetivo de preservar a flora e a fauna, além dos aspetos estéticos.